# Philharmonisches Orchester Altenburg Gera

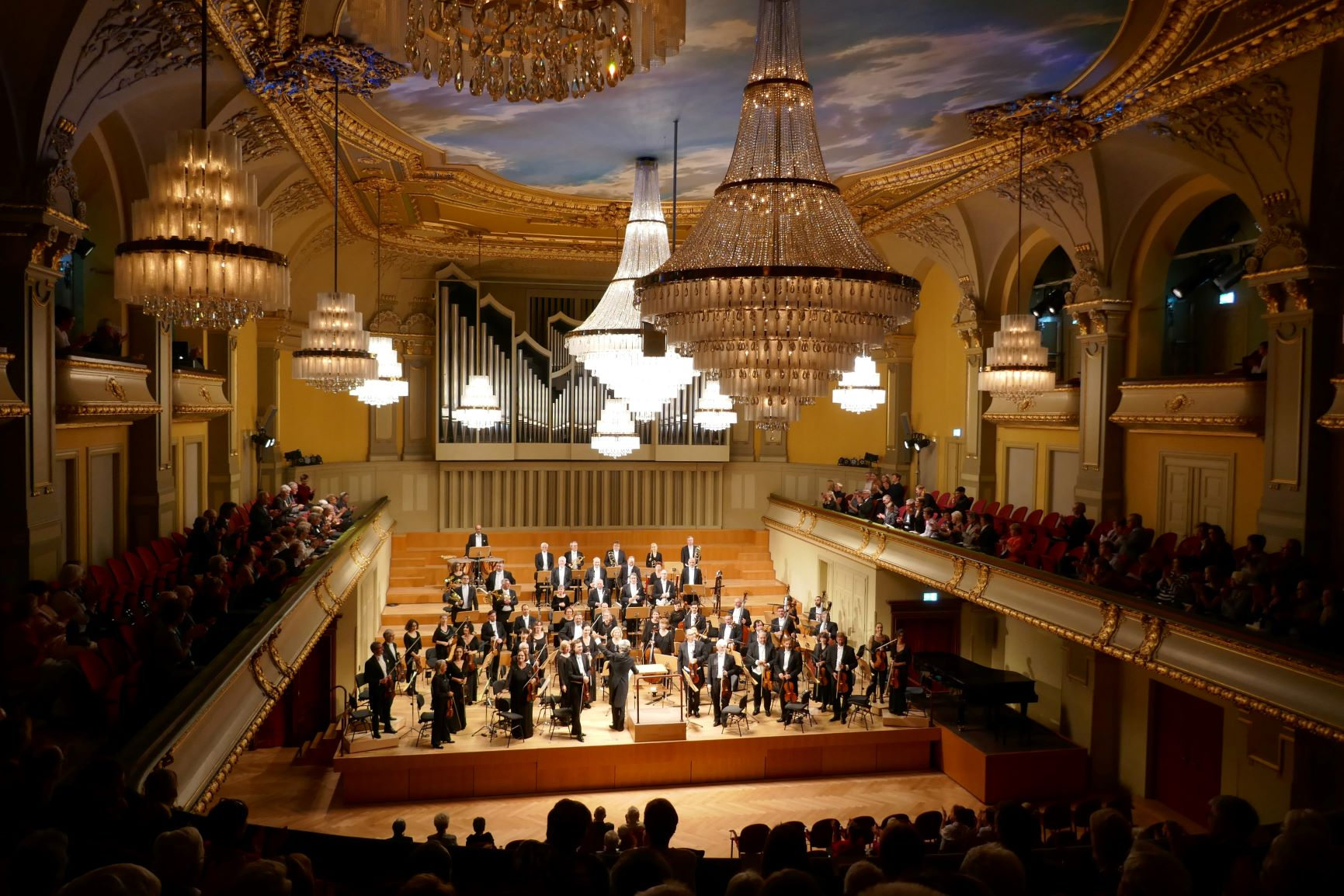
Das Philharmonische Orchester Altenburg Gera im Konzertsaal des Theaters Gera

Das Philharmonische Orchester Altenburg Gera ist ein Sinfonieorchester und hat seinen Sitz im Theater Altenburg Gera. Es bespielt die Sparten Konzert, Musiktheater, Ballett, Schauspiel und Puppentheater. Auftrittsorte sind die Theater in Altenburg und Gera.

## Geschichte

### Gründung
Das Philharmonische Orchester Altenburg Gera wurde am 1. August 2000 durch die Fusion der Orchester Landeskapelle Altenburg und Philharmonisches Orchester Gera gegründet. Beide Orchester verfügten zu diesem Zeitpunkt über eine jahrhundertelange Tradition.

### Landeskapelle Altenburg
Die Anfänge einer Hofmusik in Altenburg sind mit dem Jahr 1456 belegt. Die erste urkundlich erwähnte Theateraufführung fand 1474 auf dem Altenburger Markt statt. Die Angaben über die Hofkapelle sind in der Folgezeit bis 1603 sehr lückenhaft, was durch relativ rasch folgende Regierungswechsel begründet ist. Mit dem Einzug der Herzogin Anna Maria ins Altenburger Schloss (1604) änderte sich das Altenburger Musikleben grundlegend. In dieser Zeit standen Hoforganisten wie Georg Zöllner, Johann Christenius, Johann Pflug und Gottfried Scheidt im Dienste des Altenburger Hofes. Unter Friedrich Wilhelm II. gehörten ab 1654 zehn festangestellte Musiker zur Hofkapelle. Ende 1826 hatte das Orchester einen Bestand von 26 Musikern.
1868 sprach sich Herzog Ernst I. in einem Postulat für die Erbauung eines Theaters in Altenburg aus. Am 16. April 1871 wurde nach zweijähriger Bauzeit das Herzogliche Hoftheater mit einer Aufführung des Freischütz festlich eröffnet. Nach der Abdankung von Herzog Ernst II. im Jahre 1918 übernahm das Land Thüringen bis 1925 die Altenburger Hofkapelle als Landeskapelle Altenburg. 1927 kam es zu einer ersten Fusion mit dem Reußischen Theater Gera (s. u.). Ab 1936 wurde die Landeskapelle als Staatskapelle Altenburg geführt. Sie gab in den Sommermonaten Konzerte in Garmisch-Partenkirchen und war neben dem Gewandhausorchester das zweite Orchester der Leipziger Oper.
Nach einer kriegsbedingten Auflösung (1943) trat die wiedergegründete Landeskapelle erstmals im Juli 1945 wieder auf. Sie war nun 42 Mitglieder stark und entwickelte sich in den folgenden Jahren bis zur Wiedervereinigung Deutschlands (1990) zu einem Orchester mit 69 Planstellen. Danach erfolgte ein Stellenabbau, um die vom Land Thüringen geforderte Fusion der Theater Altenburg und Gera vorzubereiten. Mit der Inszenierung der Salome von Richard Strauss zum Ende der 124. Spielzeit beendete das Landestheater Altenburg seine eigenständige Arbeit.

### Philharmonisches Orchester Gera
Die Ernennung der Stadt Gera zur Residenzstadt der Grafen und später der Fürsten Reuß, jüngere Linie (1572) bedeutete auch den Beginn eines ausgeprägten Musiklebens in Gera. Zu dessen frühen Höhepunkten gehörten die Uraufführung der Musikalischen Exequien von Heinrich Schütz (1636), das Wirken von Johann Friedrich Fasch als Violinist und Komponist der Hofmusik (1714 bis 1719), die Gründung eines Collegium Musicum (1736) und regelmäßige Konzertreihen im Geraer Rathaus (ab 1773). Aufgrund der Vielzahl musikalischer Aktivitäten nannte man Gera zu dieser Zeit in musikalischer Hinsicht auch „Klein-Leipzig“. Sowohl das Reußische Theater (ab 1787), eine Erholungs-Gesellschaft wohlhabender Bürger (ab 1796), ein Musikalischer Verein (ab 1852) und ein Stadtmusikkorps (ab 1859) trugen zum regen Konzertleben bei, das schließlich in der Gründung der Reußischen Hofkapelle (1888) mündete. Diese umfasste 30 Musiker, erster Dirigent war Hofkapellmeister Carl Kleemann.
Mit der Eröffnung eines neuen Theatergebäudes (Architekt: Heinrich Seeling) erhielt das Orchester im Jahr 1902 einen neuen Standort. Die gemeinsame Finanzierung durch das theaterinteressierte Fürstenhaus Reuß und die konzertinteressierte Bürgerschaft Geras führte zu der architektonischen Besonderheit, dass das neue Reußische Theater sowohl über einen Theatersaal mit 962 Plätzen als auch einen Konzertsaal mit 840 Plätzen verfügte.
Ab 1914 leitete Heinrich Laber für 28 Jahre die Reußische Hofkapelle. Gastspiele in Berlin, Mannheim, Darmstadt, Kassel, Marburg, Frankfurt am Main, Würzburg und Bamberg, Reisen nach Sofia und Konstantinopel und eine Abonnement-Reihe in der Albert-Halle in Leipzig (1917 bis 1922) spiegeln das Ansehen der Reußischen Kapelle in dieser Zeit wider.

#### Erste Fusion 1927/28
Zu einer ersten Fusion der Theater Gera und Altenburg kam es bereits mit der Spielzeit 1927/28. Für den Zeitraum von zunächst drei Jahren beschloss man die Zusammenlegung beider Orchester zu einer Kapelle mit 65 Mitgliedern für Oper und Operette in Altenburg, zuzüglich eines kleinen Orchesters für die Schauspielmusik in Gera. Zugesichert wurde weiterhin die Beibehaltung der Symphoniekonzerte in Gera unter der Leitung von Prof. Heinrich Laber. Die Fusion brachte jedoch nicht die erhofften Vorteile und wurde bereits nach einem Jahr gelöst. Nach dem Zweiten Weltkrieg wurde die Reußische Kapelle in Sinfonieorchester Gera umbenannt. Als besonders erfolgreich erwies sich die Amtszeit von GMD Günter Schubert, der das Orchester von 58 auf 72 Planstellen vergrößern konnte. 1987 wurde dem Orchester feierlich der Name Philharmonisches Orchester Gera verliehen. Zu diesem Zeitpunkt verfügte es über 80 Planstellen. Künstlerische Erfolge der frühen 1990er Jahre waren u. a. Gastspiele im Gewandhaus Leipzig, in der Meistersingerhalle Nürnberg und in der Schweiz.

### Philharmonisches Orchester Altenburg Gera
Mit der Wiedervereinigung Deutschlands erhöhte sich der finanzielle und politische Druck auf viele Thüringer Theater und Orchester. Dieser führte am 1. August 1995 zur Theaterfusion in Altenburg und Gera. Die Landeskapelle Altenburg und das Philharmonische Orchester Gera arbeiteten fortan gemeinsam unter dem Dach des Theaters Altenburg Gera.
Am 1. August 2000 erfolgte dann die endgültige Fusionierung beider Klangkörper zum Philharmonischen Orchester Altenburg Gera. Gleichzeitig setzte sich ein Abbauprozess fort, der bereits in Vorbereitung der Theaterfusion begonnen hatte. Dessen jüngstes Kapitel stellt ein Gesellschafterbeschluss von 2016 über eine perspektivische Größe von 64 Planstellen dar.
Trotz dieser Einflüsse erlebte das Philharmonische Orchester Altenburg Gera beginnend mit der Leitung seines ersten Dirigenten Gabriel Feltz einen künstlerischen Aufschwung. Zu diesem gehören seitdem zahlreiche CD-Produktionen und Rundfunkübertragungen sowie Gastspiele in Salzgitter (2003), in Winterthur (2003, 2011), in der Frauenkirche Dresden (mehrfach ab 2006), in Bayreuth (2008), in Miskolc (2009, 2010), in Leipzig (2017), in Timișoara (2019) und im Bukarester Athenäum (2019).
Die Gründung der Dualen Orchesterakademie Thüringen (seit 2018) und die Aufnahme in die Bundesförderungen Exzellente Orchesterlandschaft Deutschland (2018 bis 2019) und Wir sind Beethoven (2020) kennzeichnen die jüngste Entwicklung des Philharmonischen Orchesters Altenburg Gera.

## Chefdirigenten

### Altenburg
- 1860 bis 1888 Wilhelm Stade
- 1903 bis 1907 Georg Göhler
- 1907 bis 1910 August Richard
- 1910 bis 1917 Rudolf Groß
- 1917 bis 1920 Eugen Szenkar
- 1922 bis 1933 Georg Göhler
- 1933 bis 1939 Heinz Drewes
- 1939 bis 1943 Eugen Bodart
- 1943 bis 1944 Kurt Overhoff
- 1946 bis 1952 Gottfried Schwiers
- 1952 bis 1959 Otto Siebert
- 1959 bis 1965 Martin Egelkraut
- 1965 bis 1968 Rolf Schellenberg
- 1968 bis 1981 Peter Sommer
- 1981 Helmuth Wünderlich (amtierend)
- 1982 bis 1985 Reinhard Kießling
- 1985 bis 1987 Ekkehard Klemm (amtierend)
- 1987 bis 1992 Fredo Jung
- 1992 bis 1995 Thomas Wicklein (amtierend)
- 1995 bis 2000 Russell N. Harris

### Gera
- 1888 bis 1913 Carl Kleemann (Hofkapellmeister)
- 1914 bis 1941 Heinrich Laber (Hofkapellmeister)
  - 1919 Wilhelm Grümmer (Musiktheater)
  - 1920 bis 1928 Ralph Meyer (Musiktheater)
  - 1928 Bruno Vondenhoff (Musiktheater)
  - 1932 bis 1934 Johannes Graf von Kalckreuth (Musiktheater)
  - 1933 bis 1934 Hans Swarowsky (Musiktheater)
  - 1934 bis 1942 Georg C. Winkler (Musiktheater)

Ab 1942 befanden sich Konzert und Musiktheater in Gera unter gemeinsamer Leitung:
- 1942 bis 1948 Karl Fischer
- 1948 bis 1951 Karl Köhler
- 1951 bis 1952 Robert Hanell (amtierend)
- 1952 bis 1956 Albert Grünes
- 1956 bis 1963 Ernst Albrecht Reinhard
- 1963 bis 1969 Joachim Dietrich Link
- 1969 bis 1982 Günter Schubert
- 1982 bis 1984 Michael Stolle (amtierend)
- 1984 bis 1994 Wolfgang Wappler
- 1995 bis 2000 Russell N. Harris

### Philharmonisches Orchester Altenburg Gera
- 2001 bis 2006 Gabriel Feltz
- 2006 bis 2010 Eric Solén
- 2010 bis 2011 Howard Arman
- 2011 bis 2013 Jens Troester (amtierend)
- 2013 bis 2020 Laurent Wagner
- seit 2020 Ruben Gazarian[8]

## Ur- und Erstaufführungen (Auswahl)
Neben zahlreichen Ur- und Erstaufführungen im Musiktheater (siehe Theater Altenburg Gera) führte das Philharmonische Orchester Altenburg Gera im Konzert u. a. folgende Werke erstmals auf:
- Günther Witschurke (1937–2017): Das Glasfenster in Jerusalem für Orchester op. 116, Uraufführung (2001)
- Achim Müller-Weinberg (* 1933): Konzert für Orgel und Orchester, Uraufführung (2002)
- Philip Glass (* 1937): Heroes, 4. Sinfonie nach Musik von David Bowie und Brian Eno, Europäische Erstaufführung (2004)
- Christopher Theofanidis (* 1967): Rainbow Body, Orchesterfantasie über eine Melodie der Hildegard von Bingen, Europäische Erstaufführung (2004)
- Thomas Buchholz (* 1961): Wintermusik für großes Orchester, Uraufführung (2006)
- Stefano Gervasoni (* 1962): Sonata sopra Santa Maria, Deutsche Erstaufführung (2008)
- Anders Hillborg (* 1954): Eleven Gates, Deutsche Erstaufführung (2008)
- Olav Kröger (* 1965): … das Wasser, das singt. Veränderungen für Orchester, Uraufführung (2010)
- Ľubica Čekovská (* 1975): Konzert für Violine und Orchester, Uraufführung (2010)
- Howard Arman (* 1954): Herr, wenn ich nur dich habe, Konzertstück für Orchester nach Heinrich Schütz (1585–1672), Uraufführung (2010)
- Ľubica Čekovská (* 1975): Adorations für großes Orchester, Deutsche Erstaufführung (2011)
- Laurence Traiger (1956–2024): Aliyat A Symphonic Meditation, Uraufführung (2011)
- Howard Arman (* 1954): Fuga ABC (Arman, Bach, Corelli), Uraufführung (2011)
- Walter Braunfels (1882–1954): Symphonische Variationen über ein altfranzösisches Kinderlied op. 15, Erstaufführung seit 1933 (2011)
- Joan Tower (* 1938): Made in America, Deutsche Erstaufführung (2013)
- Henrik Albrecht (* 1969): Viel Lärm um nichts, Stück für Holzbläserquartett und Orchester, Uraufführung (2014)
- Hans Gál (1890–1987): Klavierkonzert op. 57, Uraufführung (2015)
- Peter Helmut Lang (* 1974): Der kleine Prinz, Ballett-Suite, Uraufführung (2016)
- Sergei Tanejew (1856–1915): Sinfonie Nr. 4 c-Moll op. 12, Deutsche Erstaufführung (2017)
- Tichon N. Chrennikov (1913–2007): Klavierkonzert Nr. 2 C-Dur op. 21, Deutsche Erstaufführung (2017)
- Walter Braunfels (1882–1954): Hebriden-Tänze op. 70, Erstaufführung seit 1933 (2018)
- Béllá Maté (* 1985): Konzert für Zymbal und Orchester, Uraufführung (2018)
- Hans Sommer (1837–1922): Mignons Heimath, Uraufführung (2019)
- Dan Dediu (* 1967): Konzert für Violoncello und Orchester, Uraufführung (2019)
- Ulrich Leyendecker (1946–2018): Konzert für Bassklarinette und Orchester, Uraufführung (2020)
- Sarah Nemtzov (* 1980) black trees Konzertstück für großes Orchester, Uraufführung (2022)

## Diskografie (Auswahl)
- 2002 Richard Strauss – Eine Alpensinfonie; Mikolajus Konstantinas Ciurlionis – Im Wald, Gabriel Feltz (Dirigent), Eigenverlag
- 2003 Richard Strauss – Don Juan, Don Quixote, Gabriel Feltz (Dirigent), Eigenverlag
- 2003 Ottorino Respighi – Fontane di Roma, Feste Romane; Joseph Suk – Scherzo Fantastique, Gabriel Feltz (Dirigent), Dreyer-Gaidano
- 2008 Philipp Scharwenka – Wald- und Berggeister, Dramatische Phantasie, Zwei Polnische Tänze, Eric Solén (Dirigent), Sterling
- 2009 Johannes Brahms – Sinfonie Nr. 2; Heitor Villa-Lobos – Großes Konzert für Violoncello und Orchester, Lukas Dreyer (Violoncello), Eric Solén (Dirigent), Eigenverlag
- 2009 Paul Graener – Wiener Sinfonie, Die Flöte von Sanssouci, Turmwächterlied, Flötenkonzert, Andreas Knoop, Cornelia Grohmann (Flöte), Eric Solén (Dirigent), Sterling
- 2009 Felix Mendelssohn Bartholdy – Soldatenliebschaft, Eric Solén (Dirigent), Querstand
- 2017 Wolfgang Amadeus Mozart – Ouvertüre zur Zauberflöte, Sinfonie Nr. 39; Albert Lortzing – Jubelkantate, Laurent Wagner (Dirigent), Eigenverlag
- 2017 Hans Sommer – Rübezahl, Laurent Wagner (Dirigent), PAN CLASSICS
- 2017 Luigi Cherubini – Marche funèbre, Chant sur la mort de J. Haydn, Requiem, Matthias Grünert (Dirigent), Rondeau Production
- 2019 Zukunftsmusik Ostwärts, Béllá Maté – Sounds of Generation Y Part II, Konzert für Zymbal und Orchester, Miklós Lukács (Zymbal), Péter Dobszay (Dirigent); Balázs Horváth – Playlist for My Journey to Gera, Klarinettenquintett, Hendrik Schnöke (Klarinette), Maximilian Hörmeyer, Anne-Sophie Kühne (Violine), Robert Hartung (Viola), Ji In Choi (Violoncello); Dan Dediu - Konzert für Violoncello und Orchester op. 167, Mircea Marian (Violoncello), Lutz Rademacher (Dirigent), Ersteinspielung, Rondeau Production
- 2020 Mieczysław Weinberg – Sinfonie Nr. 6 für Knabenchor und Orchester op. 79, Laurent Wagner (Dirigent), Konzertchor Rutheneum, Christian K. Frank (Choreinstudierung), Klanglogo / Rondeau Production

## Kammermusik
Mit den Geraer Foyerkonzerten und den Altenburger Kammerkonzerten gestalten die Musiker des Philharmonischen Orchesters Altenburg Gera zwei eigene Kammermusikreihen. Außerdem ist die Ausrichtung eines Philharmonischen Konzertes pro Saison für das Kammerorchester des Philharmonischen Orchesters Altenburg Gera – das Reußische Kammerorchester - reserviert.

## Fördervereine
Der Verein der Orchesterfreunde Gera e. V. gründete sich 1998. Anlass war die Erhaltung und Förderung des Geraer Orchesters. Heute ist das Ziel des Vereins, das Philharmonische Konzertleben für Gera und seine Umgebung zu wahren. Gegenwärtig zählt der Verein 100 Mitglieder.
Weitere fördernde Vereine sind die Gesellschaft der Theater- und Konzertfreunde Gera e. V. und die Vereinigung der Theaterfreunde für Altenburg und Umkreis e. V.